# Belvedere (Kalifornia)
Belvedere város az USA Kalifornia államában. Lakosainak száma 2126 fő (2020. április 1.).

## Népesség
A település népességének változása:

| 2010 | 2 068 |
| 2020 | 2 126 |

## Hírességei
- Tarics Sándor (Budapest, 1913. szeptember 23. – Belvedere, 2016. május 21.)